# Johan Stierneroos
Johan Stierneroos (tidigare Berelius), född 10 april 1643 i Kalmar, död 14 januari 1718 i Strängnäs landsförsamling, var en svensk häradshövding och borgmästare.

## Biografi
Johan Stierneroos föddes 1643 i Kalmar. Han var son till kyrkoherden Magnus Birgeri Berelius och Catharina Johansdotter i Hultsfreds församling. Stierneroos blev 18 oktober 1659 student vid Uppsala universitet. Han blev 1666 borgmästare i Strängnäs rådhusrätt och var 1681–1686 och 1689–1691 postmästare i Strängnäs. Stierneroos blev sedan häradshövding 1692 lagman i drottning Hedvig Eleonoras livgeding. Han adlades 14 september 1692 till Stierneroos och introducerades 1693 i riddarhuset som nummer 1250. Stierneroos avled 1718 på Låstad i Strängnäs landsförsamling och begravdes i Strängnäs domkyrka.
Stierneroos köpte 1694 Låstad i Strängnäs landsförsamling.

### Familj
Stierneroos gifte sig 1674 i Katarina församling med Maria Hobe (1655–1739). Hon var dotter till bagaråldermannen Mikael Hobe och Margareta Besel. Maria Hobe var änka efter kyrkoherden Petrus Arenbechius i Katarina församling. Stierneroos och Hobe fick tillsammans barnen Catharina Stierneroos (1675–1736) som var gift med kommissarien Olof Bark och överjägmästaren Magnus Blix, häradshövdingen Georg Stierneroos (1677–1710), Maria Stierneroos (född 1678), Margareta Stierneroos (1679–1727), Maria Stierneroos (född 1681), löjtnanten Johan Stierneroos (1681–1702), Hedvig Stierneroos (1682–1756) som var gift med assessorn Johan Jakobsson von Bratt, Gustaf Stierneroos (född 1683), Beata Stierneroos (1684–1684), Magnus Stierneroos (1685–1762), Fredrik Stierneroos (född 1686), Sara Stierneroos (1687–1760) som var gift med majoren Adam von Schoting, Juliana Stierneroos (1688–1758), häradshövdingen Carl Stierneroos (1689–1746), Gustaf Stierneroos (född 1690), Ulrika Eleonora Stierneroos (1691–1761) som var gift med brukspatron Oliver Hacker, Beata Stierneroos (1692–1784) som var gift med löjtnanten Johan Ekfelt och Eva Stierneroos (född 1695).